# جائزة هولندا الكبرى 1982
جائزة هولندا الكبرى 1982 هو سباق فورمولا 1 أقيم بتاريخ 3 يوليو 1982 في حلبة بارك زانتفورت، هولندا. كان التاسع من أصل 16 في بطولة العالم لسباقات الفورمولا واحد موسم 1982. حلّ الفرنسي ديدييه بيروني أولا بينما جاء البرازيلي نيلسون بيكيه في المركز الثاني وحصل على المركز الثالث الفنلندي كيكي روزبرغ.